# PlayStation Portable go
PlayStation Portable Go (официальная аббревиатура PSP Go, модель PSP-N1000) — это модель портативной игровой консоли PlayStation Portable, производства Sony Computer Entertainment. Консоль была анонсирована 2 июня 2009 года корпорацией Sony Computer Entertainment на открытии выставки игровых достижений E3 в Лос-Анджелесе.
Продажи PSP Go стартовали 1 октября 2009 года в Северной Америке (цена 249 долларов) и Европе (цена 249 евро), а 1 ноября новая версия консоли появилась в Японии (цена 26 800 йен).

## Возможности и дизайн
У PSP Go полностью переделан корпус, добавлена поддержка беспроводной технологии Bluetooth, размер дисплея сокращён до 3,8 дюйма (~ 9,7 сантиметра) (на предыдущих версиях PSP — 4,3 дюйма (10,9 сантиметра), и уменьшен вес по сравнению с оригинальной PSP на 43 %. Вместе с этим Sony убрала UMD дисковод, но в отличие от предыдущих моделей, новая PSP имеет 16 ГБ внутренней флеш-памяти и поддерживает карты памяти стандарта Memory Stick Micro вместо Memory Stick Pro Duo. Игры загружаются из интернет-магазина PlayStation Store. Скользящий механизм может скрывать главные кнопки и аналоговый джойстик, когда в них нет надобности.

## Технические характеристики
- дисплей с диагональю 3,8 дюйма (~ 9,7 сантиметра) с разрешением 480×272
- встроенная флеш-память объёмом 16 гигабайт
- слот для карт памяти Memory Stick Micro (M2)
- беспроводная связь Wi-Fi
- Bluetooth (возможно подключение наушников, гарнитур, а также контроллеров DualShock 3 и Sixaxis для управления просмотром видео на домашней системе)
- встроенные стереодинамики и микрофон
- аналоговый видеовыход
- размеры консоли: 128×69 мм, толщина — 16,5 мм (на 50 % меньше оригинальной PSP)
- вес 158 г (на 43 % легче оригинальной PSP)
- цвета: чёрный, белый

## Регионы (Локализация)
Регион приставки показывает для какой страны её произвели. Это последняя цифра в номере модели PSP (пример: PSP 3001, 3006, 3008). Независимо от региона, во всех приставках есть возможность выбора русского языка.
Краткий список регионов:
- PSP1000 / 2000 / 3000 / N1000 — Япония
- PSP1001 / 2001 / 3001 / N1001 — США
- PSP1002 / 2002 / 3002 / N1002 — Австралия/Новая Зеландия
- PSP1003 / 2003 / 3003 / N1003 — Соединённое Королевство
- PSP1004 / 2004 / 3004 / N1004 — Европа, Ближний Восток и Африка
- PSP1005 / 2005 / 3005 / N1005 — Корея
- PSP1006 / 2006 / 3006 / N1006 — Гонконг / Сингапур
- PSP1007 / 2007 / 3007 / N1007 — Тайвань
- PSP1008 / 2008 / 3008 / N1008 — Россия
- PSP1009 / 2009 / 3009 / N1009 — Китай

## Игры
Было обещано, что владельцы игр на дисках UMD смогут скопировать их в память консоли PSP Go при помощи специальной программы. При этом игрокам не придётся копировать дистрибутивы с игрой — загрузка в PSP Go будет осуществляться при помощи сервиса цифровой дистрибуции PlayStation Store. Но вскоре Sony объявила, что по техническим причинам этой возможности предоставлено не будет.
Но жители европейских стран, имеющие в своём распоряжении любую модель PSP с UMD приводом, могут зарегистрировать свою консоль в PlayStation Network и тем самым после покупки PSP Go смогут бесплатно загрузить 3 игры из PlayStation Store.

## Галерея

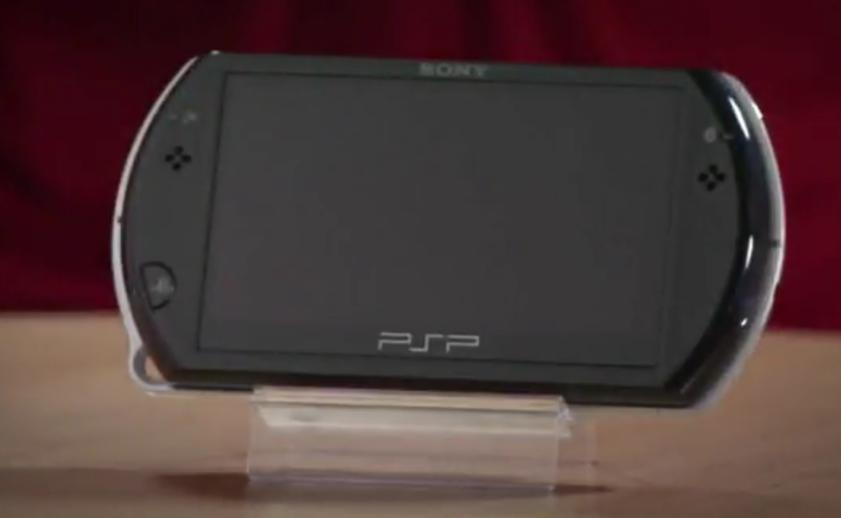
Закрытая чёрная PSP Go
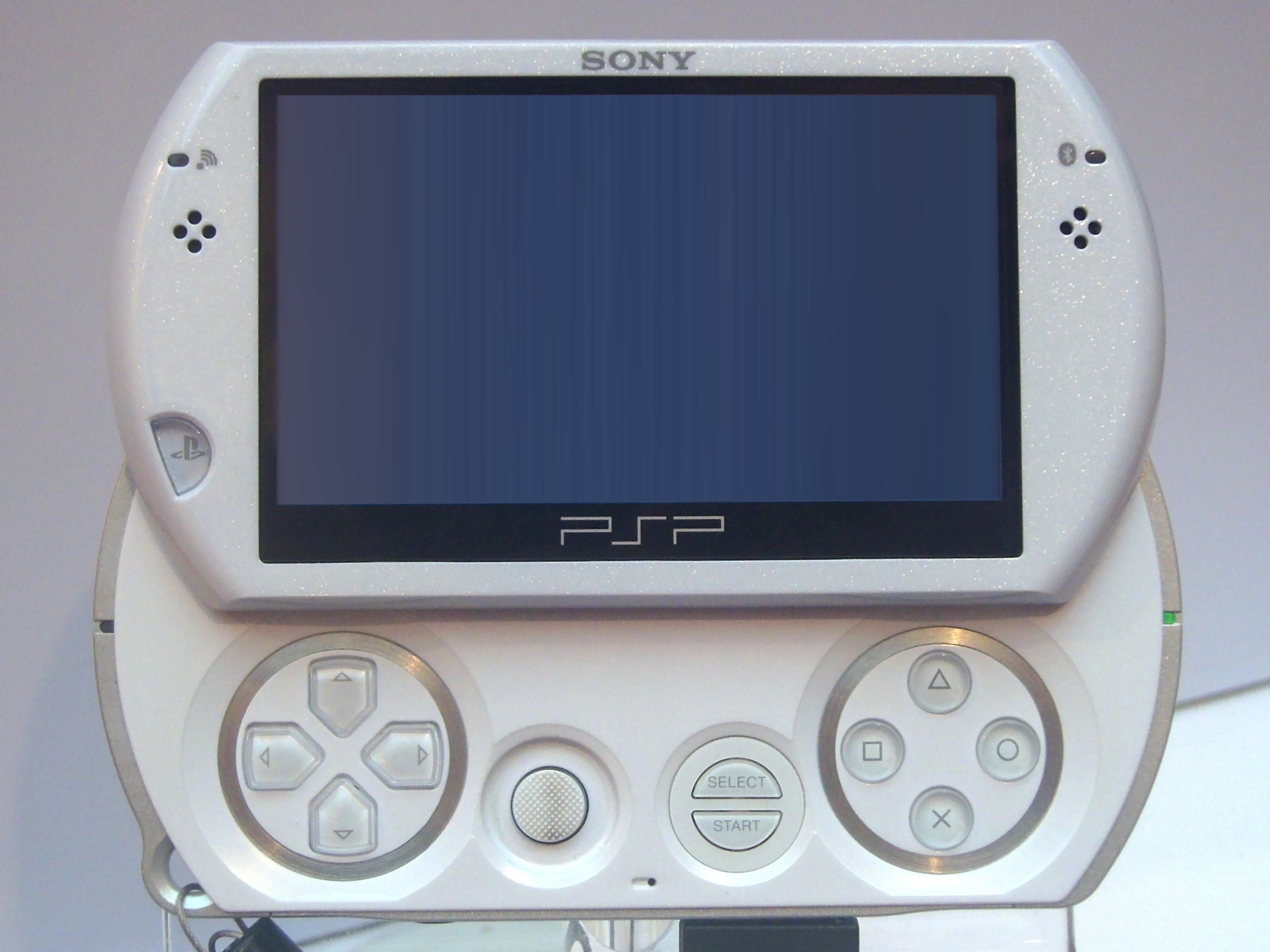
Открытая белая PSP Go
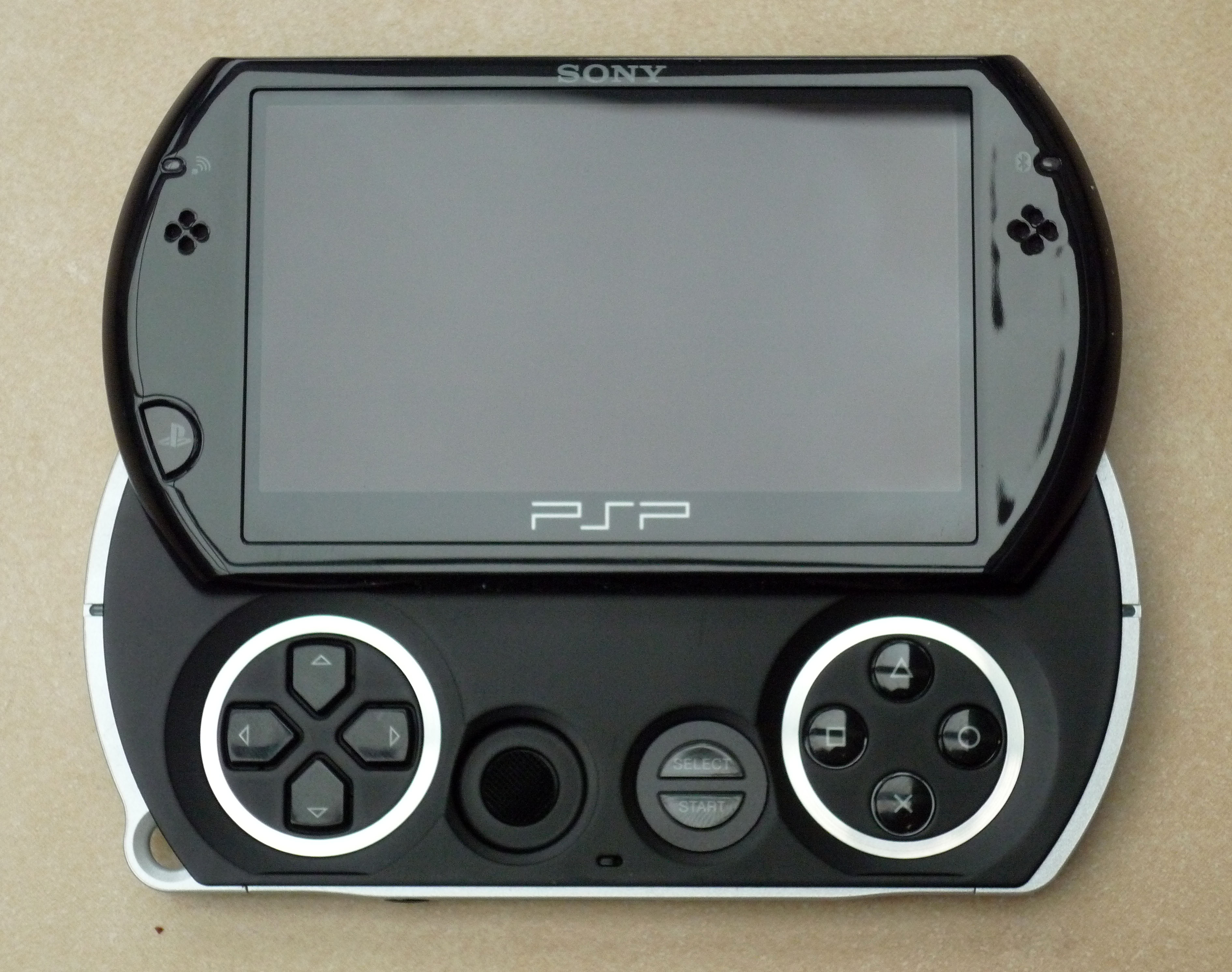
Открытая чёрная PSP Go